# Rissia Oliveira
Rissia Inoani Cruz de Oliveira (født 23. april 1995) er en kvindelig angolansk håndboldspiller, der spiller for Primeiro de Agosto, siden 2016. Hun spiller også for Angolas kvindehåndboldlandshold, siden 2019, som stregspiller.
Hun deltog ved verdensmesterskabet i håndbold 2019 i Japan